# 樂樂園站
樂樂園站（日语：／ Rakurakuen eki */?）是位於廣島縣廣島市佐伯區樂樂園二丁目2番5號，廣島電鐵的宮島線車站。車站編號為M30。
車站名稱取自廣島電鐵前身廣島瓦斯電軌「乘坐電車即可到達的遊樂場」樂樂園遊園地，該遊樂場在1936年開幕。此站成為了該遊樂園的玄關車站。遊園地在1971年關閉，後來實施地址系統，此站便位於一個名為「樂樂園」的地名內。

## 歷史
廣島瓦斯電軌宮島線草津站至廣電廿日市站之間的區間在1924年（大正13年）開通。當時此站還未啟用。在此站附近的三筋川右岸（距離己斐町5M16C50L，大約等於8.4公里）開設了隅之濱站（隅ノ浜駅），為該開通區間的中間車站之一。而此站在1935年（昭和10年）才啟用。當時在8月開設了臨時的停車場「鹽濱海灘前」，同年12月變成一般車站鹽濱站（日语：／），成為了此站的前身。在鹽濱站啟用同日關閉了隅之濱站。
在翌年9月，廣島瓦斯電軌樂樂園遊園地開幕，同日車站名稱由「鹽濱」改為「樂樂園」。在過往日子，各地的私鐵公司於沿線建造了遊樂場以吸收旅客使用其鐵路前往，樂樂園遊園地也是這樣，為了吸引乘客使用廣島瓦斯電軌宮島線而建造此遊樂場。
樂樂園遊園地在昭和30年代前為廣島代表的遊樂場，隨後由於同區內開始有其他文娛設施建成，加上休閒設施開始多樣化，使遊客人次下降，最後在1971年（昭和46年）8月尾關閉。車站名稱在1965年（昭和40年）改名為樂樂園遊園地站（日语：／），在樂園關閉翌日的9月1日，車站名稱改回樂樂園站。
- 1924年（大正13年）4月6日 - 宮島線草津町站至廿日市町站之間開通，開設隅之濱站[2][10]。
- 1935年（昭和10年）
  - 8月 - 開設臨時停車場「鹽濱海灘前」[6]。
  - 12月1日 - 臨時停車場變為一般車站，名為鹽濱站[2][6]。同日隅之濱站廢止[2]。
- 1936年（昭和11年）9月8日 - 隨著樂樂園遊園地開幕。車站改名為樂樂園站[2]。
- 1965年（昭和40年）7月20日 - 車站改名為樂樂園遊園地站[2]。
- 1971年（昭和46年）
  - 8月31日 - 樂樂園遊園地關閉[11]。
  - 9月1日 - 車站改名為樂樂園站[2]。
- 1981年（昭和56年）1月31日 - 月台進行工程改善[12]。
- 1986年（昭和61年）3月31日 - 樂樂園站大廈竣工[13]。
- 2004年（平成16年）4月 - 終止於定期票櫃臺售賣常備票。

## 車站構造
車站是一座地面車站，設有2面2線的相對式月台（千鳥式月台）。從路線起點望向此站的左邊為廣電宮島口站方向的下行月台，右邊為廣電西廣島站方向的上行月台。兩月台曾經從靠近宮島口一方遷移至現處。
在下行月台側設有車站大廈，該處設有定期票售賣處。曾經車站設有車站大樓，但是在1980年（昭和55年）2月被燒毀後撒走。

## 使用狀況
以下數據取自《廣島市統計書》資料。1日平均乘車人次數據是來自該年度的總乘車人次除以當年的日數，再取至小數點後1位。當話廣島電鐵的數據中是以每1,000人為單位，因此每年都會有500人的誤差。即1日平起有1.4人次的誤差。
| 年度               | 1日平均 乘車人次 | 1年總 乘車人次 | 1年總使用 定期票人次 | 1年總使用 非定期票人次 | 參考資料        |
| ------------------ | ---------------- | -------------- | -------------------- | ---------------------- | --------------- |
| 1998年（平成10年） | 5,643.8          | 2,060,000      | 663,000              | 1,397,000              | [ 使用狀況 1 ]  |
| 1999年（平成11年） | 5,377.0          | 1,968,000      | 611,000              | 1,357,000              | [ 使用狀況 1 ]  |
| 2000年（平成12年） | 5,137.0          | 1,875,000      | 581,000              | 1,294,000              | [ 使用狀況 1 ]  |
| 2001年（平成13年） | 4,904.1          | 1,790,000      | 564,000              | 1,226,000              | [ 使用狀況 2 ]  |
| 2002年（平成14年） | 4,805.5          | 1,754,000      | 554,000              | 1,200,000              | [ 使用狀況 3 ]  |
| 2003年（平成15年） | 4,765.0          | 1,744,000      | 557,000              | 1,187,000              | [ 使用狀況 4 ]  |
| 2004年（平成16年） | 4,293.2          | 1,567,000      | 540,000              | 1,027,000              | [ 使用狀況 5 ]  |
| 2005年（平成17年） | 4,476.7          | 1,634,000      | 537,000              | 1,097,000              | [ 使用狀況 6 ]  |
| 2006年（平成18年） | 4,427.4          | 1,616,000      | 536,000              | 1,080,000              | [ 使用狀況 7 ]  |
| 2007年（平成19年） | 4,384.8          | 1,605,000      | 547,000              | 1,058,000              | [ 使用狀況 8 ]  |
| 2008年（平成20年） | 4,185.7          | 1,528,000      | 515,000              | 1,013,000              | [ 使用狀況 9 ]  |
| 2009年（平成21年） | 3,739.7          | 1,365,000      | 451,000              | 914,000                | [ 使用狀況 10 ] |
| 2010年（平成22年） | 3,572.6          | 1,304,000      | 393,000              | 911,000                | [ 使用狀況 11 ] |
| 2011年（平成23年） | 3,623.0          | 1,326,000      | 377,000              | 949,000                | [ 使用狀況 12 ] |
| 2012年（平成24年） | 3,597.3          | 1,313,000      | 366,000              | 947,000                | [ 使用狀況 13 ] |
| 2013年（平成25年） | 3,619.2          | 1,321,000      | 361,000              | 960,000                | [ 使用狀況 14 ] |
| 2014年（平成26年） | 3,621.9          | 1,322,000      | 361,000              | 961,000                | [ 使用狀況 15 ] |
| 2015年（平成27年） | 3,673.1          | 1,344,000      | 366,000              | 979,000                | [ 使用狀況 16 ] |
| 2016年（平成28年） | 3,704.1          | 1,352,000      | 360,000              | 992,000                | [ 使用狀況 17 ] |
| 2017年（平成29年） | 3,597.3          | 1,313,000      | 371,000              | 942,000                | [ 使用狀況 18 ] |

## 車站周邊
在戰前，樂樂園遊園地位於車站南側靠近海岸線，該處設有海灘。現時，車站距離海邊500米。
在1971年關閉了樂樂園遊園地後，於翌年在遺址開設了「廣電樂樂園購物鎮」。截至2017年，該處成為了「家庭鎮廣電樂樂園」購物中心，中心內設有MaxValu樂樂園店、Nice Day 、山田電機Teccland佐伯店和家居中心DCM大龜樂樂園店。
- 廣島工業大學
- 樂樂園蘭毗尼幼稚園
- 廣島市立五日市南中學（日语：広島市立五日市南中学校）
- 廣島市立五日市南小學（日语：広島市立五日市南小学校）
- 廣島市立樂樂園小學（日语：広島市立楽々園小学校）
- 廣島市立五日市中央小學（日语：広島市立五日市中央小学校）
- 廣島市佐伯區體育中心
- 樂樂園郵局
- 廣島銀行五日市分店
- EDION（日语：エディオン）楽樂園店
- 鹽屋天然溫泉 本湯 樂樂園（日语：塩屋天然温泉 ほの湯 楽々園）
- 紅葉銀行五日市分店

## 相鄰車站
廣島電鐵
■宮島線
佐伯區役所前（M29）－樂樂園（M30）－山陽女學園前（M31）

## 注腳

### 使用狀況
1. 1 2 3  《廣島市統計書》平成13年版
2. ↑  《廣島市統計書》平成14年版
3. ↑  《廣島市統計書》平成15年版
4. ↑  《廣島市統計書》平成16年版
5. ↑  《廣島市統計書》平成17年版
6. ↑  《廣島市統計書》平成18年版
7. ↑  《廣島市統計書》平成19年版
8. ↑  《廣島市統計書》平成20年版
9. ↑  《廣島市統計書》平成21年版
10. ↑  《廣島市統計書》平成22年版
11. ↑  《廣島市統計書》平成23年版
12. ↑  《廣島市統計書》平成24年版
13. ↑  《廣島市統計書》平成25年版
14. ↑  《廣島市統計書》平成26年版
15. ↑  《廣島市統計書》平成27年版
16. ↑  《廣島市統計書》平成28年版
17. ↑  《廣島市統計書》平成29年版
18. ↑  《廣島市統計書》平成30年版

## 外部連結
- 樂樂園 | 電車情報：電停指南 （页面存档备份，存于）（日語） - 廣島電鐵
- 廣島戰前的風景 （页面存档备份，存于）（日語） - 中國放送(RCC)。設有戰前的影像。